# طوقان ملتبس
طوقان ملتبس (الاسم العلمي: Ramphastos swainsonii) (بالإنجليزية: Chestnut-mandibled Toucan)‏ هو نوع من الطيور يتبع جنس الطوقان من الفصيلة الطوقانية.